# Зороастрийци в Иран
Зороастризмът (на персийски: زرتشتیان, بهدینان - [zærtoʃtijɒ'n], [behdinɒ'n]) в Иран, и изобщо в т.нар. Голям Иран.
Изповядва се от най-древно запазилите се етно-конфесионални групи, които заедно с парсите са основните съобщества, благодарение на които е опазена до днес тази древна и антична световна религия.
Изповядващите зороастризъм в Иран са официално признати за религиозно малцинство. Броят на зороастрийците в Иран днес е около 45 хиляди души. Живеят най-вече в Техеран, околностите на Язд и Керман.